# Thuyền Sơn
Thuyền Sơn (chữ Hán giản thể: 船山区, Hán Việt: Thuyền Sơn khu) là một quận thuộc địa cấp thị Toại Ninh, tỉnh Tứ Xuyên, Cộng hòa Nhân dân Trung Hoa. Quận này có diện tích 618 km², dân số năm 2002 là 670.000 người.
Thuyền Sơn được chia thành 13 nhai đạo, 7 trấn và 5 hương.
- Nhai đạo: Quảng Đức, Linh Tuyền, Từ Âm, Cửu Liên, Long Bình, Gia Hòa, Khải Hoàn Lộ, Cao Thăng Đạo, Dục Tài Lộ, Nam Tân Lộ, Giới Phúc Lộ, Phú Nguyên Lộ, Trấn Giang Lộ.
- Trấn: Nam Cường, Phúc Kiều, Vĩnh Hưng, Nhân Lý, Hà Sa, Tân Kiều, Quế Hoa.
- Hương: Bắc Cố, Bảo Thăng, Đường Gia, Lão Trì, Tây Ninh.